# 존 클라크슨
존 깁슨 클라크슨(John Gibson Clarkson, 1861년 7월 1일 ~ 1909년 2월 4일)은 미국의 전 프로 야구 선수로, 1890년대와 90년대에 메이저 리그 베이스볼(MLB)에서 우완 투수로 활약하였다. 12 시즌 동안 우스터 루비레그스, 시카고 화이트 스타킹스, 보스턴 비니터스, 클리블랜드 스파이더스에서 뛰었다. 통산 531경기에 출전해 45361⁄3이닝을 던지며 328승 178패, 485완투, 37완봉, 2.81의 평균자책점을 기록했다. 1963년 야구 명예의 전당에 입성했다.